# Julius Heinrich Knorr
Julius Heinrich Knorr (Hamburgo, ? — Porto Alegre, 24 de agosto de 1865 ) foi um militar alemão emigrado para o Brasil.
Filho de Christian Heinrich Knorr e Anna Maria, casou-se com Maria Carlota de Castilhos e depois com Antônia Benedita de Oliveira, com quem foi pai de pelo menos dois filhos 
Contratado como mercenário no Corpo de Estrangeiros, serviu como alferes no 28º Batalhão de Caçadores, em Pernambuco e no 27º Batalhão, durante a Guerra Cisplatina. Iniciada a Revolução Farroupilha, colocou-se ao lado dos imperiais, agenciando pessoal para a Companhia de Caçadores Voluntários Alemães, na qual participou de diversos combates contra os Farrapos. É tido como responsável pela prisão do capitão Menino Diabo.
Em 1852, na Guerra contra Oribe e Rosas, comandou o 15º Batalhão de Infantaria Brummer. Em 1857 era agente de colonização da Companhia Hamburgo-Brasileira, contratada pelo vice-presidente da província Patrício José Correia da Câmara para trazer mil colonos para o Rio Grande do Sul, motivo pelo qual viajou à Europa. Em 1861 foi co-fundador do Deutsche Zeitung.
Foi capitão da Guarda Nacional.